# Міжнародний музей бароко
Інтернаціональний музей бароко (англ. International Museum of the Baroque, ісп. Museo Internacional del Barroco) — інтернаціональний музей барокового мистецтва, заснований і відкритий для відвідин у місті Пуебла, Мексика.

## Передумови створення
Пуебла — одне з найдавніших міст Мексики, засноване у період колонізації краю іспанськими завойовниками. В місті збережена чимала кількість споруд колоніальної доби. Низка старовинних споруд була взята на облік у ЮНЕСКО. В місті та на його околицях збережено чимало пам'яток іспанського та мексиканського бароко.
Сейсмічно небезпечна зона, в котрій розташоване мільйонне місто Пуебла, постійно загрожує збереженню та функціонуванню старовинних пам'яток архітектури та їх начиння. На початку 21 ст. після чергового землетрусу виникла ідея створити у старовинному місті новий музей, присвячений мистецтву бароко, місцевому та окремим пам'яткам інтернаціонального.
Мексиканське бароко знане у світі, особливо барокова сакральна архітектура та релігійний живопис колоніального періоду, а частка мексиканських пам'яток давно перейшла у закордонні музейні та приватні колекції.

## Споруда музею бароко
Вже в проєкті була закладена умова, що архітектура майбутнього музею має стати окрасою міста та його брендом. Будівництво дозволили в зоні Анджелополіс, а музей став частиною нового парку. Проєкт майбутнього музею створив японський архітектор Тойо Іто. Проєкт японського архітектора реалізовував місцевий архітектор Федеріко Баутіста Алонсо.
Будівництво коштувало 94 мільйони доларів США без ціни за земельну ділянку і тривало у 2014-2016 роках. Сейсмічно небезпечна зона примусила відмовитись від висотної споруди. Тому за основу проєкту взяли невисокі прямокутні зали, розташовані навколо внутрішнього дворика з басейном. Загальна кількість залів — двадцять (20) з внутрішнім двориком. Перша черга експонатів виставлена у семи залах.
Наріжні фасади музею створені хвилястими площинами бетонних мурів в стилістиці мінімалізму без використання орнаментів і декору.

## Відділки музею бароко
- Відділок барокового театру
- Музика і танок доби бароко
- Відділок живопису
- Відділок архітектурних фрагментів
- Бароко в місті Пуебла

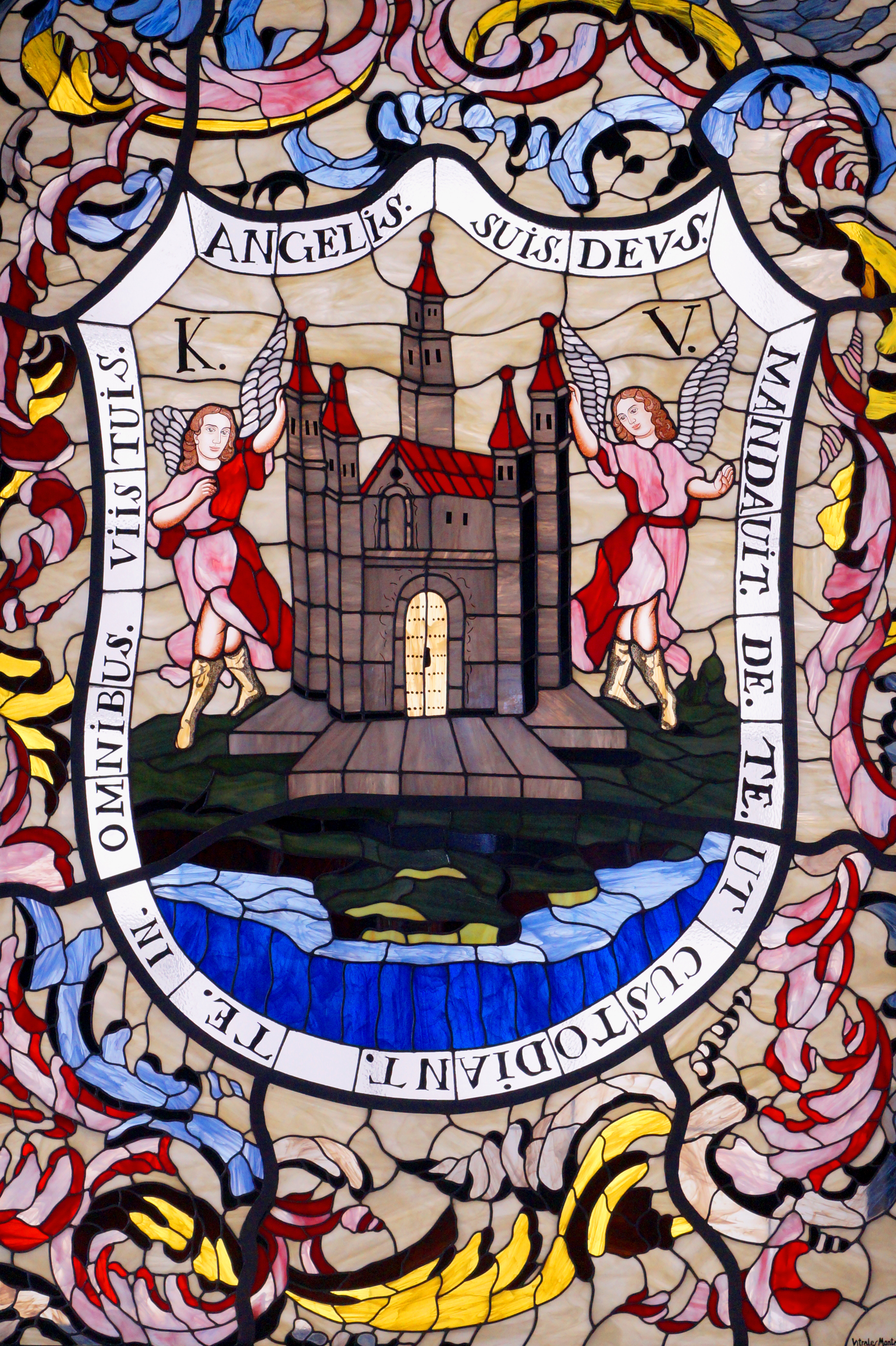
Вітраж зі схематичним зображенням міста Пуебла

- Декоративно-ужиткове мистецтво бароко
- Реставраційні майстерні
- Бібліотека музею бароко
- Музейна крамниця
- Музейне кафе

## Обрані фото

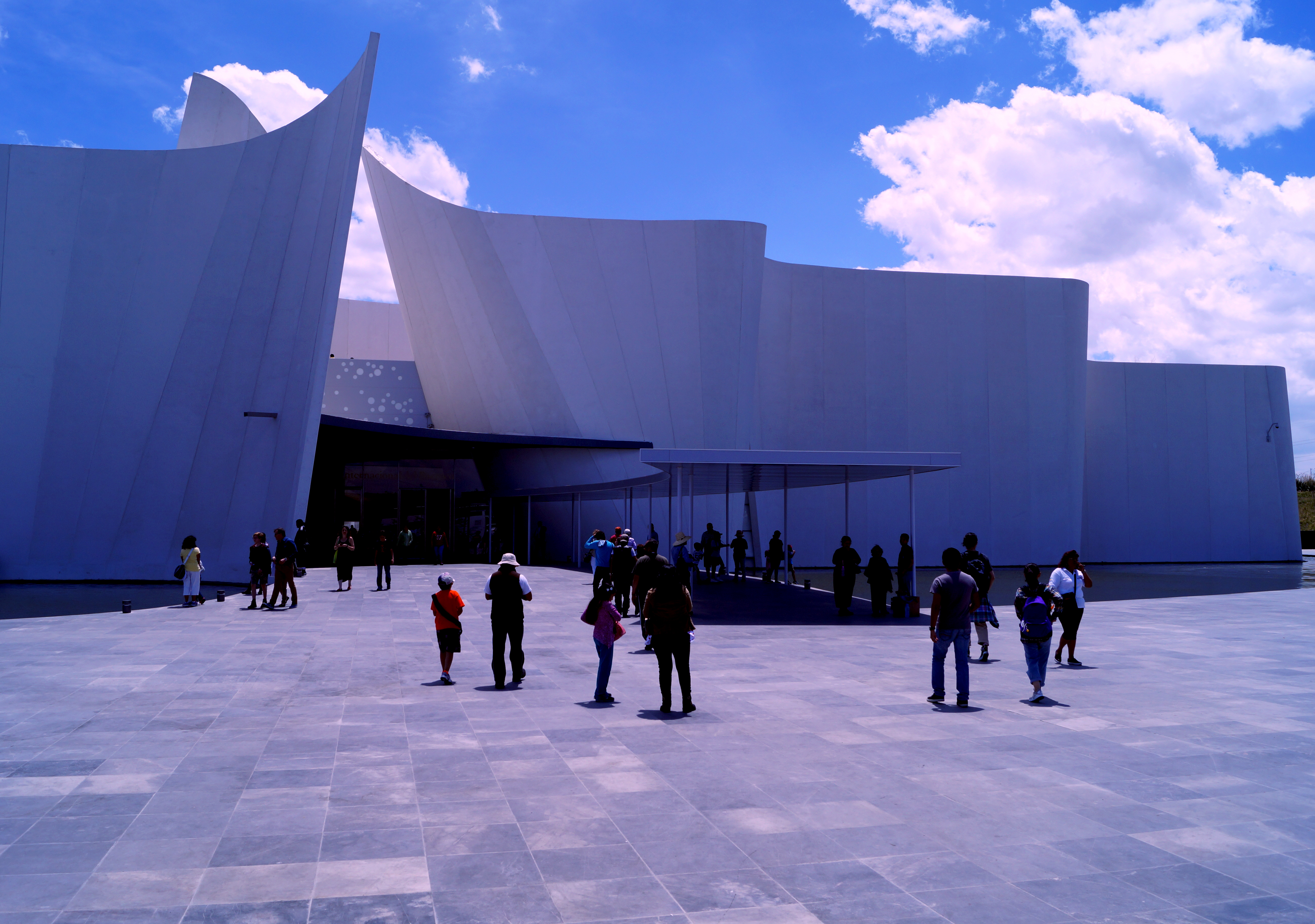
Інтернаціональний музей бароко, головний фасад з вхідним порталом, фото март 2016 року.

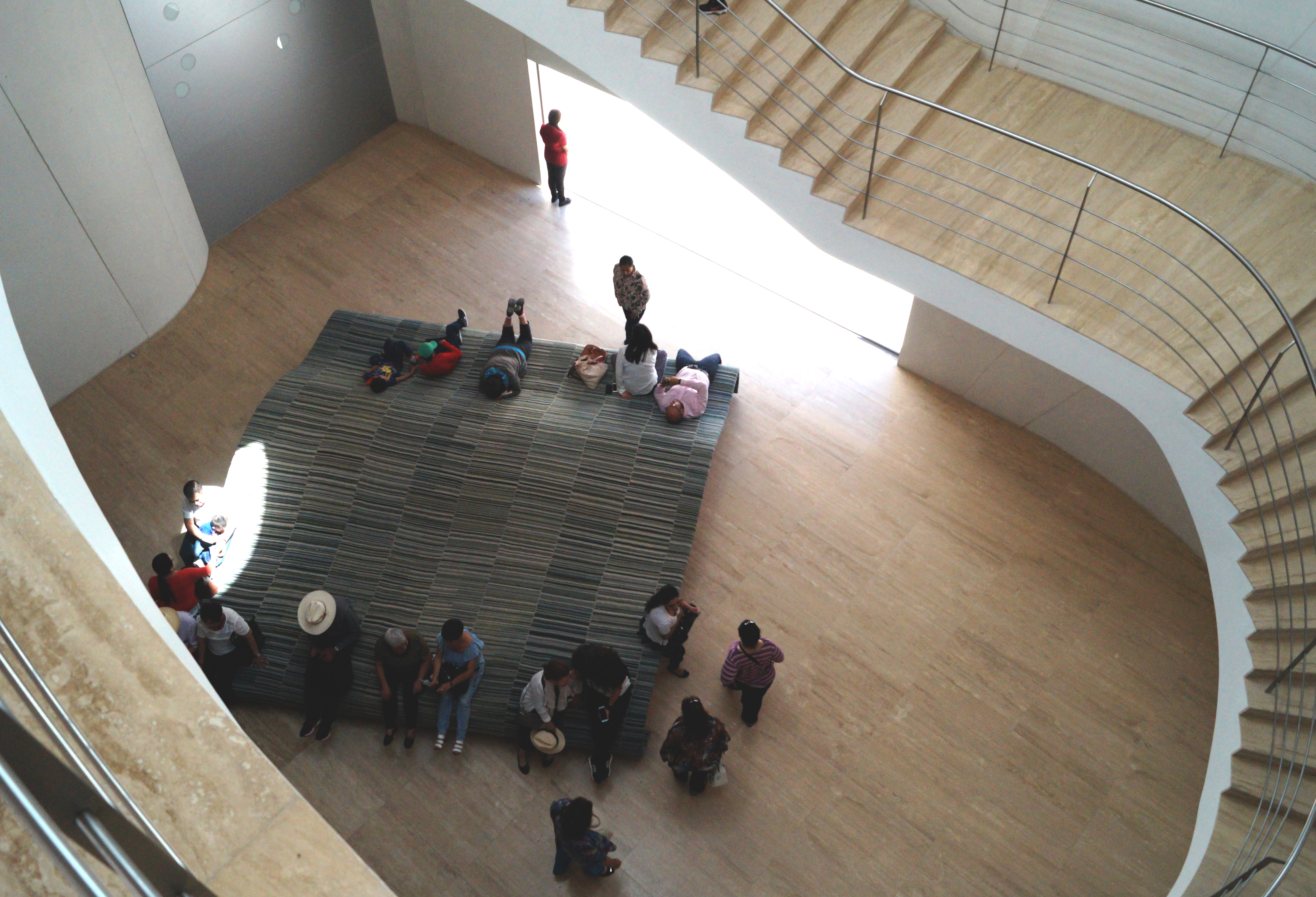
Диванна зона музею для відвідувачів
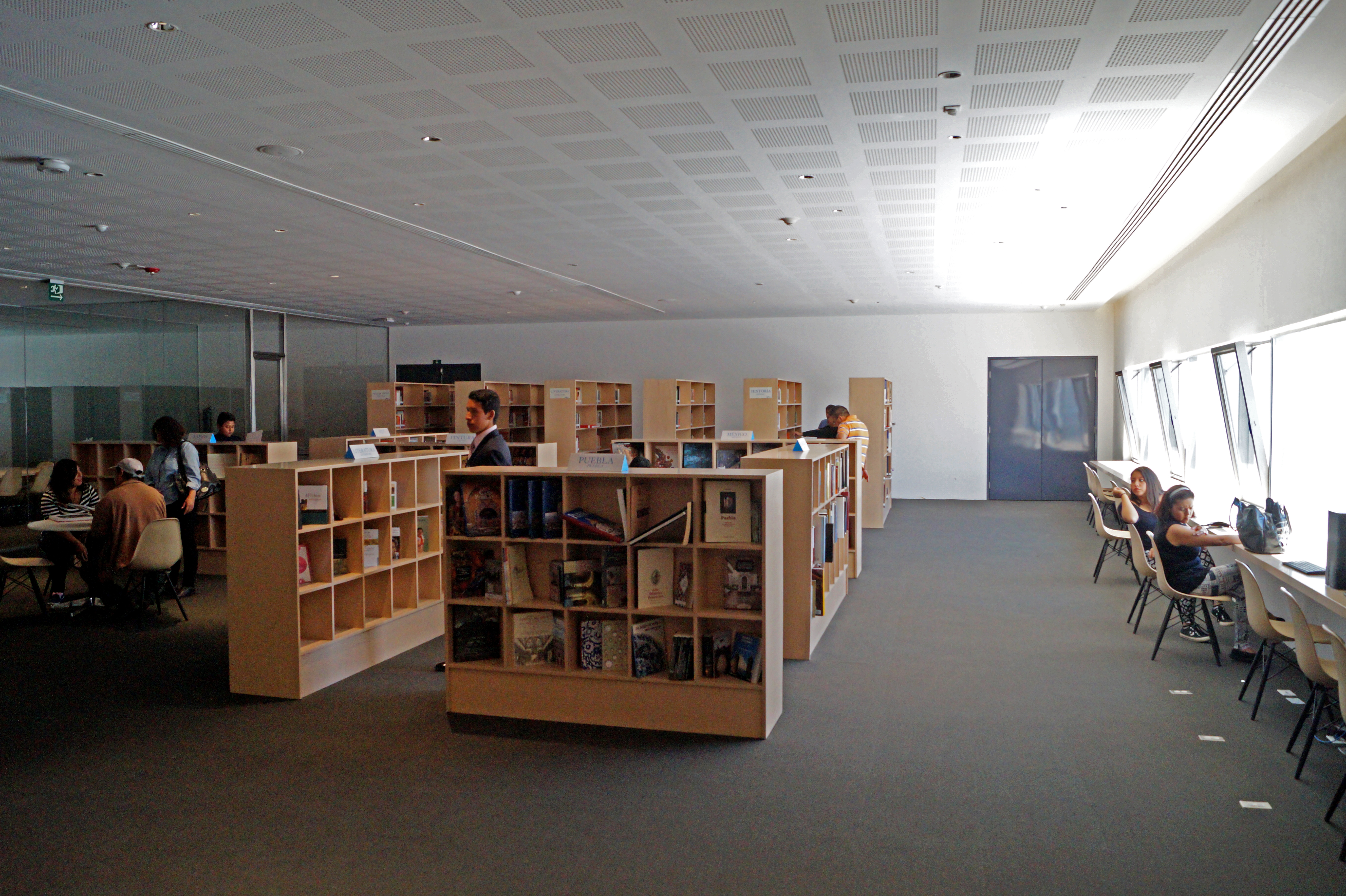
Бібліотека музею бароко
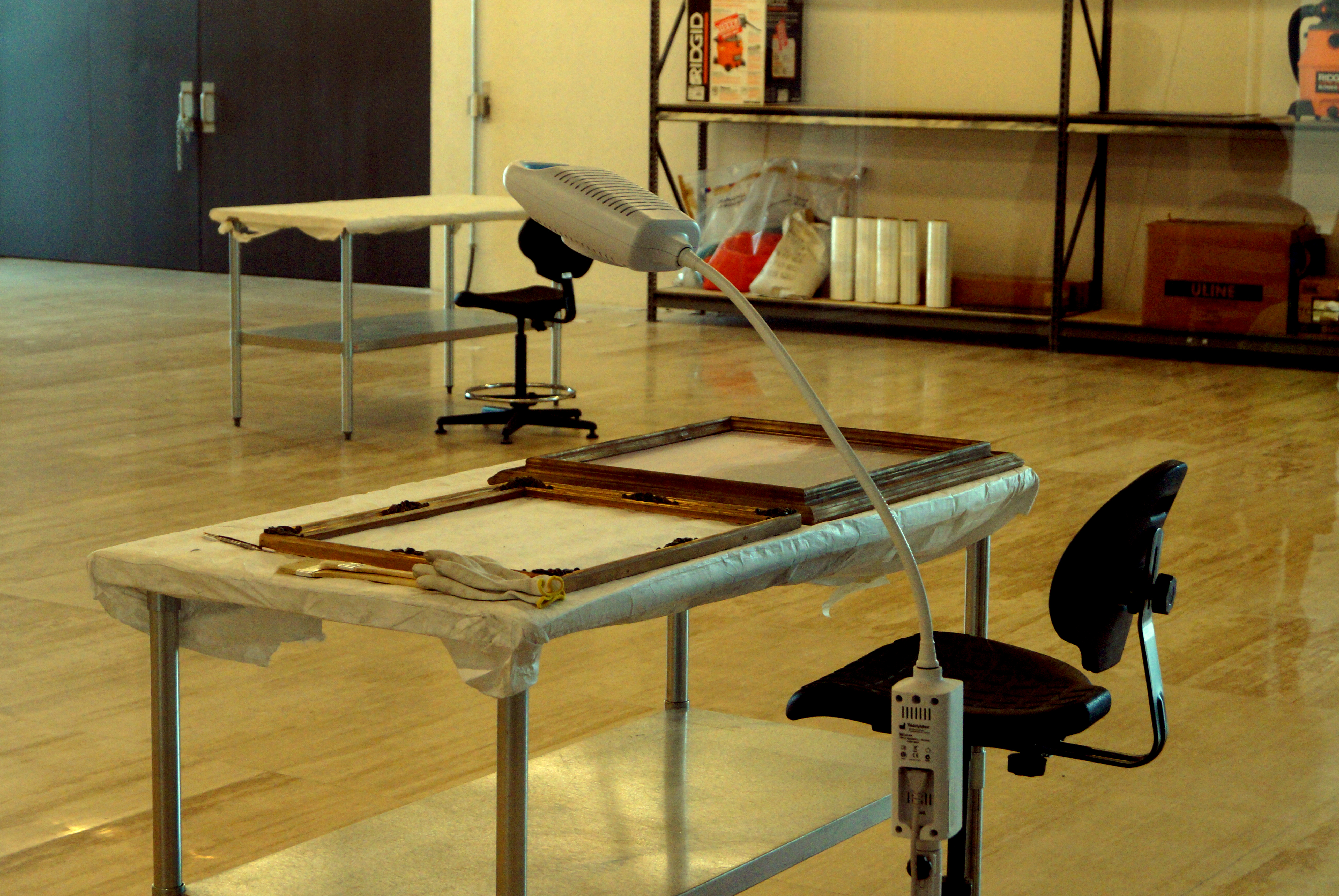
Музей бароко Пуебла, реставраційна майстерня
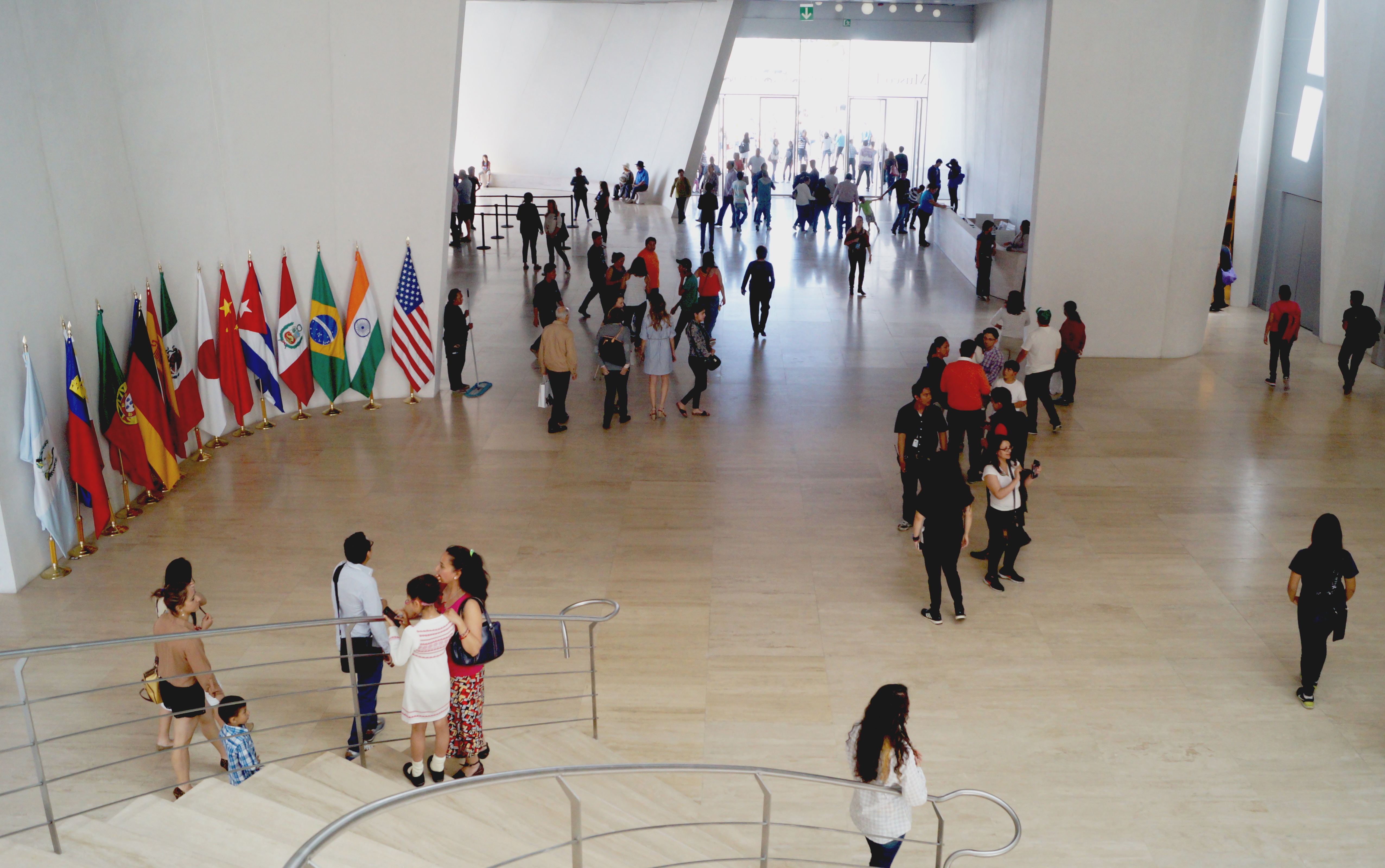
Церемонія відкриття музею бароко у лютому 2016 року.